# Spoiler (Politik)
Als Spoiler bezeichnen Politikwissenschaftler eine Partei oder andere Bewegung in Russland, die von außen geplant wurde, um einer meist oppositionellen Konkurrenzorganisation Wählerstimmen oder gesellschaftlichen Einfluss abzunehmen. Spoiler haben dabei oft ähnliche Namen wie die Konkurrenz, um Anhänger zu verwirren, führen teilweise keinen echten eigenen Wahlkampf durch oder streben selbst als Spoilerparteien keine eigenen Mandate in Parlamenten an bzw. werden dann Teil eines vom Moskauer Kreml gesteuerten Machtkartells. Spoilerparteien werden weniger als politische Bewegungen denn als politisch-technologische Projekte oder Marken gesehen. Sie nutzen insofern den politikwissenschaftlichen Spoilereffekt durch Schaffung einer scheinbar der Konkurrenz ähnlichen Partei aus.

## Geschichte
Spoilerparteien traten u. a. im Zuge der Wahl zur russischen Staatsduma 2016 auf, wo erstmals zwei andere kommunistische Parteien der traditionsreichen KPRF unter ähnlichem Namen Konkurrenz machten, ohne dass sie eine erhebliche politische Basis besaßen. Auch bei der Wahl 2021 wurden mehrere Parteien von politischen Experten als reine Spoiler bezeichnet, wie die Kommunisten Russlands oder die regierungsnahe Bewegung Neue Leute. Weitere Beispiele für Spoilerparteien gab es in Russland bei verschiedenen regionalen Wahlen, wo teilweise mehrere Kandidaten oder Parteien unter sehr ähnlichen Namen wie chancenreiche Wahlbewerber auftraten. Für eine neuere vom Kreml „am Reißbrett“ entworfene Partei wird die Partei Neue Leute gehalten, die 2021 in das russische Parlament einzog.